# Susan Y. Bookheimer
Susan Y. Bookheimer ist eine US-amerikanische Neurowissenschaftlerin.
Sie war von 2008 bis 2024 Joaquin M. Fuster Distinguished Professor an der University of California, Los Angeles (UCLA).
Sie studierte an der Cornell University und wurde 1989 an der Wayne State University zum PhD promoviert.
Ihre Forschungsgebiete sind Alzheimer, Autismus, ADHS, Gehirntumore und Epilepsie.

## Auszeichnungen
- 2018: Glass Brain Award (humanbrainmapping.org)

## Schriften (Auswahl)
- Bookheimer, Susan Y. (1989): Effects of spatial frequency, task demands, and unilateral brain injury on the recognition of faces (PhD thesis). Wayne State University.
- Bookheimer, S. Y., Strojwas, M. H., Cohen, M. S., Saunders, A. M., Pericak-Vance, M. A., Mazziotta, J. C., & Small, G. W. (2000): Patterns of brain activation in people at risk for Alzheimer's disease. New England journal of medicine, 343(7), 450-456.
- Dapretto, Mirella, Mari S. Davies, Jennifer H. Pfeifer, Ashley A. Scott, Marian Sigman, Susan Y. Bookheimer, and Marco Iacoboni: Understanding emotions in others: mirror neuron dysfunction in children with autism spectrum disorders. Nature neuroscience 9, no. 1 (2006): 28-30.
- Uddin, L. Q., Davies, M. S., Scott, A. A., Zaidel, E., Bookheimer, S. Y., Iacoboni, M., & Dapretto, M. (2008):  Neural basis of self and other representation in autism: an FMRI study of self-face recognition. PloS one, 3(10), e3526.
- Suthana N, Ekstrom A, Moshirvaziri S, Knowlton B, Bookheimer S: Dissociations within human hippocampal subregions during encoding and retrieval of spatial information. Hippocampus. 2011 Jul;21(7):694-701. doi:10.1002/hipo.20833.
- Suthana NA, Donix M, Wozny DR, Bazih A, Jones M, Heidemann RM, Trampel R, Ekstrom AD, Scharf M, Knowlton B, Turner R, Bookheimer SY: High-resolution 7T fMRI of Human Hippocampal Subfields during Associative Learning. J Cogn Neurosci. 2015 Jun;27(6):1194-206. doi:10.1162/jocn_a_00772.
- Bookheimer SY, Salat DH, Terpstra M, Ances BM, Barch DM, Buckner RL, Burgess GC, Curtiss SW, Diaz-Santos M, Elam JS, Fischl B, Greve DN, Hagy HA, Harms MP, Hatch OM, Hedden T, Hodge C, Japardi KC, Kuhn TP, Ly TK, Smith SM, Somerville LH, Uğurbil K, van der Kouwe A, Van Essen D, Woods RP, Yacoub E: The Lifespan Human Connectome Project in Aging: An overview. Neuroimage. 2019 Jan 15;185:335-348. doi:10.1016/j.neuroimage.2018.10.009.
- Połczyńska, M. M., Beck, L., Kuhn, T., Benjamin, C. F., Ly, T. K., Japardi, K., ... & Bookheimer, S. Y. (2021): Tumor location and reduction in functional MRI estimates of language laterality. Journal of Neurosurgery, 135(6), 1674-1684.
- Sanders AFP, Harms MP, Kandala S, Marek S, Somerville LH, Bookheimer SY, Dapretto M, Thomas KM, Van Essen DC, Yacoub E, Barch DM: Age-related differences in resting-state functional connectivity from childhood to adolescence. Cereb Cortex. 2023 May 24;33(11):6928-6942. doi:10.1093/cercor/bhad011.